# Ernst Langheinz
Ernst Ludwig Gustav Adolf Langheinz (* 18. Mai 1894 in Darmstadt; † 8. März 1972 in Mannheim) war ein deutscher Theaterschauspieler.

## Leben und Wirken
Langheinz besuchte das Ludwig-Georgs-Gymnasium in Darmstadt, bevor er die Reichersche Hochschule für dramatische Kunst in Berlin besuchte. Dort studierte er von 1912 bis 1913, bevor er 1913 am Stadttheater in Hagen sein Debüt in Ein Sommernachtstraum gab. In Hagen war er noch bis 1914 beschäftigt, anschließend ging er für ein Jahr nach Königsberg, bevor er 1915 als Soldat in den Ersten Weltkrieg zog. 
Aus diesem kehrte er 1918 zurück und begann 1919 als Charakterkomiker am Landestheater in Darmstadt. In Darmstadt war Langheinz seit 1920 unter dem Intendanten Gustav Hartung tätig, der zuvor erst aus Frankfurt am Main berufen wurde. Er kam jedoch mit Hartungs Stil nicht zurecht, weswegen er 1924, auf Empfehlung seines Freundes Heinz Dietrich Kenter, zu Francesco Sioli ans Nationaltheater Mannheim wechselte. Erst am Nationaltheater blühte er auf und war beim Publikum auch stets äußerst beliebt. Er spielte in 35 Jahren, die er noch in Mannheim tätig war, unter anderem mit Bum Krüger, Raoul Alster, Ida Ehre und Willy Birgel zusammen. Im Jahr 1959 trat er das letzte Mal auf. 
Für seine Verdienste bekam er unter anderem die Schillerplakette der Stadt Mannheim und das Bundesverdienstkreuz Erster Klasse verliehen.

## Belege
1. ↑  Herbert A. Frenzel, Hans Joachim Moser (Hrsg.): Kürschners biographisches Theater-Handbuch. Schauspiel, Oper, Film, Rundfunk. Deutschland, Österreich, Schweiz. De Gruyter, Berlin 1956, DNB 010075518, S. 415–416.
2. ↑  Genossenschaft Deutscher Bühnen-Angehörigen  (Hrsg.): Deutsches Bühnen-Jahrbuch. Theatergeschichtliches Jahr- und Adreßbuch. 81. Jahrgang 1973 – Spielzeit 1972/73. Bühnenschriften-Vertriebs-Gesellschaft, Hamburg 1973, S. 100

| Personendaten    | Personendaten                                             |
| ---------------- | --------------------------------------------------------- |
| NAME             | Langheinz, Ernst                                          |
| ALTERNATIVNAMEN  | Langheinz, Ernst Ludwig Gustav Adolf (vollständiger Name) |
| KURZBESCHREIBUNG | deutscher Theaterschauspieler                             |
| GEBURTSDATUM     | 18. Mai 1894                                              |
| GEBURTSORT       | Darmstadt                                                 |
| STERBEDATUM      | 8. März 1972                                              |
| STERBEORT        | Mannheim                                                  |